# Ferdinand Swatosch
Ferdinand Ferdl Swatosch (11 de maig de 1894 - 29 de novembre de 1974) fou un futbolista austríac de les dècades de 1910 i 1920 i entrenador de futbol.
Va ser jugador de 1. Simmeringer SC, SK Rapid Wien, Wiener Amateur-SV, SpVgg Sülz 07 i fou 23 cops internacional amb Àustria, marcant 18 gols.